# クリミアの歴史

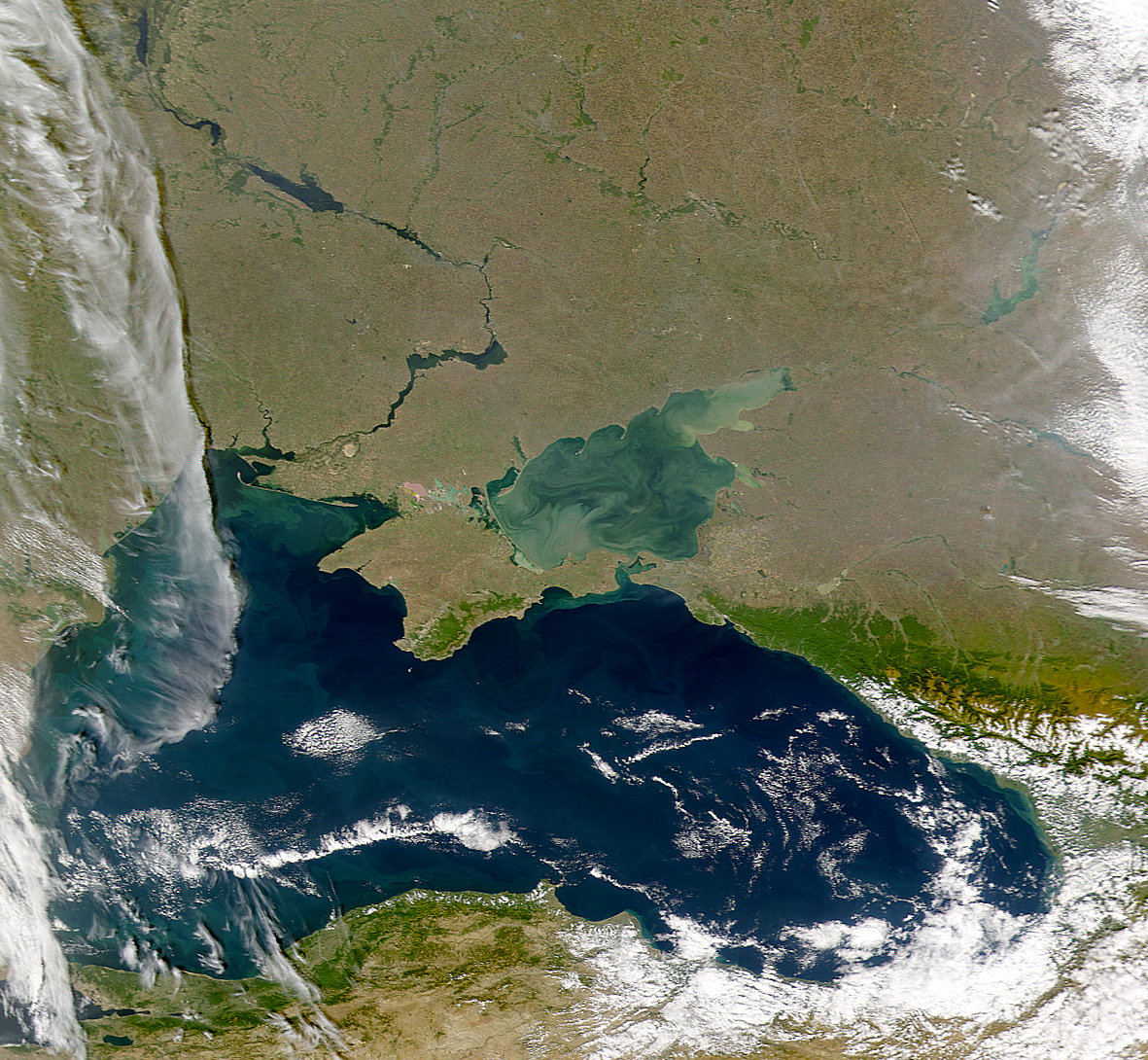

クリミア半島は、紀元前5世紀頃のギリシア人の入植から有史時代に入り、古代には「タウリカ」または「ケルソネソス・タウリカ」(Χερσόνησος Ταυρική 「タウリカ半島」の意)と呼ばれていた。これ以来、スキタイ人（スキタイ＝キンメリア人、タウロイ人）、ギリシア人、ローマ人、ゴート人、フン人、ブルガール人、ハザール人、キプチャク人など様々な民族によってクリミアは征服と支配を受けてきた。
中世には、一部がキエフ・ルーシに、別の一部が東ローマ帝国に支配されたこともあったが、モンゴルの征服を受けてモンゴル帝国の分枝であるジョチ・ウルスの支配下に入った。また、この時代には沿岸の一部がヴェネツィアとジェノヴァの統治下に置かれた。これらの諸勢力は15世紀にクリミア・ハン国とオスマン帝国の支配下となり、18世紀まで続いた。
クリミアの近代は、1783年のロシア帝国によるクリミア・ハン国併合に始まる。1921年にはソビエト連邦の下にクリミア自治ソビエト社会主義共和国が設置されたが1945年に廃止され、代わって置かれたクリミア州は1954年にロシア・ソビエト連邦社会主義共和国からウクライナ・ソビエト社会主義共和国に移管された。ソビエト連邦の崩壊に伴い1991年にウクライナが独立すると再び自治共和国の地位を得たが、2014年クリミア危機でウクライナ国内法を無視する形で一方的に独立を宣言。続いてロシアによるクリミアの併合が宣言され両国による領有権をめぐる対立が続いている。
ロシア連邦はクリミアでの軍備拡張との要塞化、クリミア・タタール人の弾圧などを進め、2022年ロシアのウクライナ侵攻ではウクライナに対する攻撃の策源地として利用した。

## 先史時代
クリミアに人類が居住し始めた最初の考古学的痕跡は旧石器時代中期に遡る。キイク・コバ洞窟のネアンデルタール人はおよそ8万年前のものである。より後のネアンデルタール人はスタロセレ（4万6000年前）とブルハン・カヤ3号（3万年前）でも発見されている。
初期の現生人類はクリミア山脈のブルハン・カヤ洞窟（シンフェロポリの東）で発見された。この化石はおよそ3万2000年前のもので、遺物はグラヴェット文化に属する。最終氷期の再寒冷期において、黒海北岸の一帯は後の氷期の終焉とともに中・北ヨーロッパに再拡散することになる人口の避難地として重要な地域の一つであった。この時代には、何度かの亜間氷期を挟んで気温は緩和し、再寒冷期の開始後にははっきりと上昇しつつあったものの、周氷河地形の低地ステップが東ヨーロッパ平原に広がった。人類の居住地帯の密度はクリミア地域にほとんど集中しており、約1万6000年前まで増加を続けていた。黒海洪水説の支持者によると、クリミアは紀元前6千年期に黒海の水位が上昇することによって初めて半島として形成された。
クリミアにおける新石器時代の始まりは農業を伴わず、代わって陶器製造の開始、石器製造技術の変化、および豚の家畜化に関連づけられている。クリミア半島における麦生産の最古の証拠は銅器時代のアルドゥチ・ブルン遺跡から発見されており、紀元前4千年紀の中頃である。
紀元前3千年紀にはクリミアにヤムナ文化が到達した。クルガン仮説でいう原インド・ヨーロッパ文化の後期に相当すると推定される。青銅器時代初期には、東イラン語群の話者であるスキタイがクリミアに定着した。クリミア半島南部にはスキタイ人によって駆逐されたキンメリア人の一派である可能性のあるタウロイが居住していた。紀元前6世紀か7世紀には、ミレトス人によって最初のギリシア文明の植民都市が建設された。

## 古代

紀元前5世紀に黒海北岸に建設されたギリシア人の植民都市

### ギリシア時代
タウリカ（ギリシア語: Ταυρίς, Ταυρίδα）は、古典古代におけるクリミア半島の呼称である。古代ギリシア人はタウロイ人からタウリカの地名を名づけた。タウロイはクリミア半島南部の山岳地帯にのみ居住しており、タウリカの名も当初は半島南部のみに使われたが、のちに半島全体の名称に拡大した。
ギリシア神話において、タウリカはミケーネの王女イピゲネイアの物語の舞台として登場する。父王アガメムノンによって女神アルテミスの生贄にされた王女は、これを憐れんだ女神によって救い出され、タウリカに送り込まれる:19。イピゲネイアはアルテミス神殿の神官となり、冷酷なタウリカのトアス王によって、捕らえられた外国人を生贄に捧げるよう命じられることになる。また別の歴史家の記述では、タウリカの民タウロイは野蛮な儀式と海賊行為で知られ、この半島のもっとも古い居住者である。タウロイの地とギリシア人殺しに関する説は、ヘロドトスの『歴史（ヒストリアイ）』にも記されている。
紀元前5世紀に、ギリシア人は黒海沿岸に植民を広げ始めた。その中からヘラクレアのドーリア人は今日のセヴァストポリ市に港湾都市ケルソネソスを、ミレトスのイオニア人はテオドシア（現在のフェオドシヤ）とパンティカパイオン（現在のケルチ）を建設した。
紀元前438年に、パンティカパイオンのアルコン（執政官）に就任した新植民者のスポルトコスがキンメリオス・ボスポロス（キンメリア海峡、現在のケルチ海峡）の王を称し、この王国はアテネと緊密な関係を結んで麦、蜂蜜その他の商品を供給した。スポルトコス王朝最後の王パイリサデス5世は、遊牧民スキタイの圧力を受け、紀元前114年にポントスの王ミトリダテス6世の庇護を求めた。ミトリダテスの王子ファルナケス2世は、ローマ共和国と父王との戦いでローマ側についたことにより、紀元前63年にローマのポンペイウスによってボスポロス王として承認された。紀元前15年にボスポロスは再びポントス王国の支配下に戻されたが、もはやローマの属州同然であった。

### ローマ時代
一部がボスポロス王国を形成していたタウリカは、紀元前1世紀にローマ帝国に併合された。
紀元1世紀から3世紀にかけて、タウリカの都市カラクスにローマ軍団が駐留し、ローマ人の植民都市となった。ローマ都市カラクスは、遊牧民スキタイからケルソネソスやその他の交易地を防衛するためにウェスパシアヌス帝によって建設された。都市の防衛は第1軍団イタリカの支隊が当たり、2世紀末には第11軍団クラウディアが加わった。事実上の属州であったこの地域は、カラクス駐留の部隊の司令官の一人が統治していた。
3世紀の中頃から、ゲルマン人の一派ゴート族がクリミアに現れ、ローマ人とボスポロス王国を攻撃した。これ以降、クリミア半島に流入したクリミアゴート族は16世紀頃まで独自の文化と社会を保った。
ローマ軍の駐屯地は3世紀末に放棄された。

## 中世

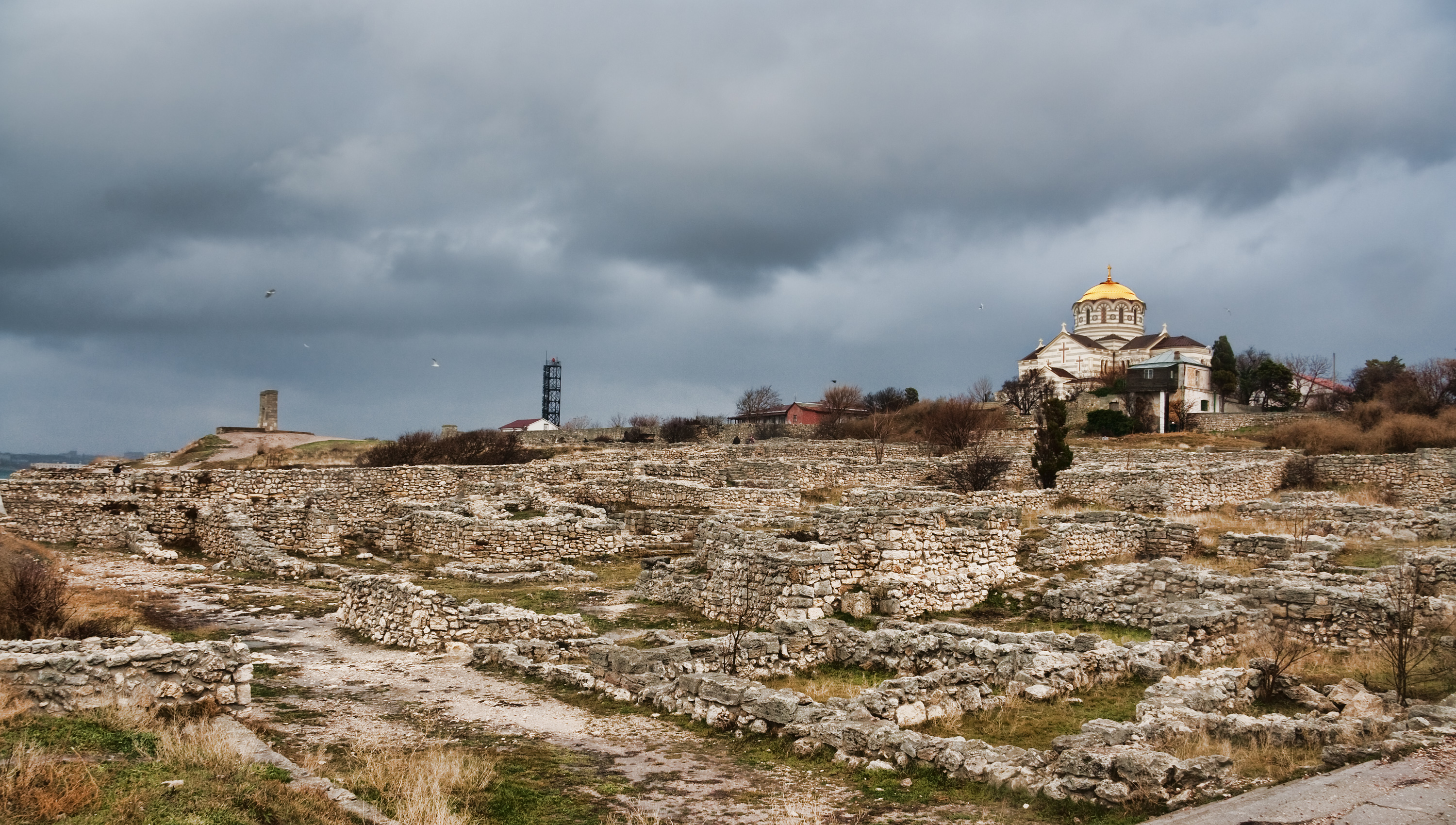
ケルソネソス（現在のセヴァストポリ）の遺跡に建つ聖ウラジーミル大聖堂

### 遊牧民の流入
ローマ人の撤退後、クリミアはフン人（376年）、ブルガール人（4-8世紀）、ハザール人（8世紀）、キプチャク（10世紀以降）と立て続いて遊牧民族の征服と支配を受けた。クリミア半島北部のステップはスキタイ以来、遊牧民が支配した南ロシア草原と一連なりであり、インド・ヨーロッパ語族のイラン諸語に代わってこの地域の遊牧民の言語となったテュルク諸語が話されるようになった。

### ルーシと東ローマによる支配

1025年の東ローマ帝国

10世紀中頃、クリミア半島の東部はハザールを滅ぼしたキエフ大公国のスヴャトスラフ1世によって征服され、チェルニヒウ地方のルーシのトムタラカニ公国（トムトロカン公国）の一部となった。988年には、ウラジーミル1世が東ローマ帝国の都市ケルソネソス（現在のセヴァストポリ）を占領し、ここでキリスト教に改宗した。ケルソネソスの遺跡にはこの出来事を記念してロシア正教会のケルソネソス聖堂（聖ウラジーミル大聖堂）が立てられている。
これと同じ頃、9世紀から11世紀にかけて、半島の南端部はビザンチン帝国（東ローマ帝国）の支配下に置かれていた。東ローマ帝国はここに軍管区のテマ・ケルソンを置いた。

### モンゴルの征服と中世後期のクリミア
キエフ大公国と東ローマ帝国は、13世紀前半のモンゴルのルーシ侵攻によってクリミア半島における支配権を失った。1238年夏、チンギス・カンの孫バトゥ率いるモンゴル軍はクリミアを荒らし、1240年にはキエフを破壊した。
同じ13世紀には、イタリア半島を本拠地とするジェノヴァ共和国が、ライバルのヴェネツィア共和国がクリミア南端の黒海沿岸に整備した港を奪い取り、チェンバロ（現在のバラクラヴァ）、ソルダイア（スダク）、チェルコ（ケルチ）、カッファ（フェオドシヤ）などを自ら建設した。
1239年から、クリミアはモンゴル帝国の分枝であるジョチ・ウルスのテュルク＝モンゴル系諸部族（タタール）の支配下に置かれた。
今日この半島の名称として用いられるクリミア（英語: Crimea, フランス語: Crimée）、クリム（ドイツ語: Krim）、クルィム（ロシア語: Крым, ウクライナ語: Крим）は、テュルク系言語の「クルム」（クリミア・タタール語: Qırım, トルコ語: Kırım）に由来し、ジョチ・ウルス時代にクリミアの中心都市となった内陸の町ソルハット（現在のスタールイ・クルイム）の別名から半島全体の呼称になった。
1346年、モンゴル軍がジェノヴァ支配下のカッファ（フェオドシヤ）包囲中に、疫病で死んだ兵士の死体を城壁内に投げ込んだことが、14世紀ヨーロッパを席巻したペスト大流行の原因とする説がある。
14世紀ごろ、東ローマ帝国系の国家であるテオドロ公国が、クリミア半島の南西部で独立した。首都はマングプ。後にオスマン帝国に滅ぼされるまで、東ローマ帝国の命脈を保った。

## 近世

### クリミア・ハン国（1441年–1783年）
1395年にトクタミシュ・ハンがティムールに敗れて没落し、ジョチ・ウルスの分裂が進むと、クリミアにいたタタールの諸部族は、1441年にチンギス・カンの末裔（バトゥの弟トカ・テムルの子孫）であるハジ・ギレイをハンとしてクリミア・ハン国を形成した。都は当初クルク・イェルに置かれ、16世紀初めにバフチサライへ移った。
クリミア・ハン国の支配圏は黒海北岸のステップ一帯に広がり、東はクバンから西はドニエストル川まで及んだ。しかし、彼らは半島南岸のジェノヴァの交易都市を支配下に置くことはできなかった。のちにハン国では内紛が起こり、クリミアの諸部族はオスマン帝国のメフメト2世に援軍を要請したため、1475年に大宰相ゲディク・アフメト・パシャが率いるオスマン軍がクリミア南部のジェノヴァ領諸都市を攻め落として支配下に置いた:78。
内紛に敗れてカッファ（現在のフェオドシヤ）に逃げ込みジェノヴァ人の捕虜になっていたハジ・ギレイの子メングリ・ギレイは、イスタンブールに連れ去られて捕虜となったが、のちにオスマン帝国への忠誠を誓って解放されて復位し、クリミア・ハン国はオスマン帝国の属国となった:78。それでもクリミア・ハン国はオスマン帝国から高度な自治権を認められており、自主的な統治を行った。ハン国支配下の部族民からなる騎兵はウクライナへの襲撃を繰り返し、捕虜を奴隷としてオスマン帝国の市場に供給した:78。1450年から1586年にかけては86回、1600年から1647年にかけては70回の襲撃が記録されている:106。1570年代には、年間に2万人近い奴隷がカッファで取引されていた。

#### クリミア・ハン国統治下の諸民族
クリミア・タタール人は、15世紀から18世紀まで続いたクリミア・ハン国の統治下にあった人々により民族を形成した。彼らは直接には8世紀以来、クリミア半島に流入したテュルク系民族の末裔であるが、クリミア・ゴート人やジェノヴァ人をはじめ、クリミアから姿を消した諸民族も混成されたと考えられる。クリミア・ハン国の人々は、クリミア半島中央部を中心とするタタールと黒海北岸にかけて広がるノガイの二大グループに分かれていたが、タタールはこの時代には主に農民であり、遊牧民はノガイのみであった:78。言語学的見地からは、クリミア・タタール語は8世紀中頃にクリミアを征服したハザールの流れを汲み、テュルク諸語のキプチャク語群（北西語群）に属するが、オスマン帝国がクリミア半島を支配した歴史的経緯からオスマン語（トルコ語）の属するオグズ語群（南西語群）の強い影響も見られる。
また、イスラム教スンナ派を信仰するクリミア・タタール人に混じって、ユダヤ教カライ派を信仰し、テュルク系言語のカライム語を用いるクリミア・カライム人も13世紀から確認される。彼らは主にチュフトカレの山岳地帯に居住していた。
このほかにも、ラビ派ユダヤ教徒でテュルク系言語のクリムチャク語を話すクリムチャク人、ビザンティン以来のキリスト教正教徒であるがクリミア・タタール語を話すウルム人、同じく正教徒でギリシア語を保っていたギリシア人、アルメニア教会に属するアルメニア人などがクリミア半島で暮らしていた。

#### ウクライナ・コサックとの関係
クリミア・ハン国が形成されたのと同じ15世紀頃、モスクワ大公国、リトアニア大公国とハン国との間の緩衝地帯となったステップ（現在のウクライナとロシアの南部）に住み着いた正教徒の人々が、コサック（コザーク、カザーク）と呼ばれる武装集団を形成した:85-87:157。1550年代、ウクライナ・コサックのヘトマン、ドミトロ・ヴィシネヴェツキーは、コサックを軍事組織化し、ドニエプル川の中洲にタタールの侵入に対抗するための要塞を建設した。これにより形成されたザポロージャ・シーチのコサックは、クリミア半島やオスマン帝国への襲撃を行うようになった:109。
コサックがポーランド・リトアニア共和国からの自立を目指したフメリニツキーの乱（1648年-1657年）では、ヘトマンのボフダン・フメリニツキーはクリミア・ハン国と同盟して挙兵したが、度々タタール軍に裏切られたことから、ペレヤスラフ協定（1654年）でロシアと同盟を結び、後のヘーチマン国家の保護国化のきっかけを招いた:106-108:168-170。

### ロシアによる併合（1783年）
1682年、第二次ウィーン包囲により大トルコ戦争が開始されると、ロシアも参戦して露土戦争（1686年-1700年）を有利に進め、1700年にコンスタンティノープル条約が締結された。ロシアとオスマン帝国の間で直接結ばれたこの条約で、クリミア・ハン国は13世紀以来の伝統として要求してきたロシアからの貢納の取り立てを禁じられた。
1774年、露土戦争（1768年-1774年）に敗れたオスマン帝国は、キュチュク・カイナルジ条約でクリミア・ハン国の宗主権を放棄させられ、名目上独立したクリミア・ハン国はロシア帝国の影響下に入った:176。1778年にはロシアによって正教徒の住民がクリミアからアゾフ海北岸のマリウポリ周辺に強制移住させられた。そして1783年、ロシア帝国はキュチュク・カイナルジ条約を破棄してクリミア・ハン国を併合した:176。

## 近現代

### ロシア帝国期（1783年–1917年）

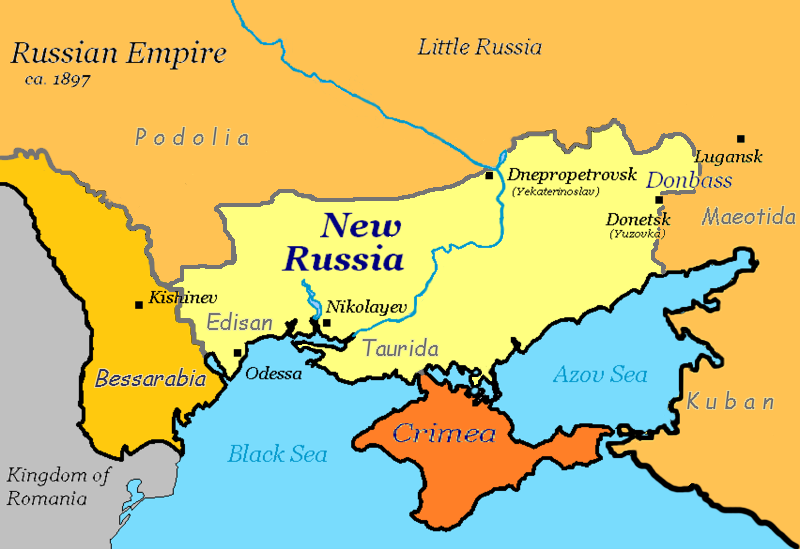
ロシア帝国統治下のノヴォロシアとクリミア

ロシア皇帝エカチェリーナ2世は1784年2月2日に勅令を発して、新たに領土に加えたクリミア半島と南ウクライナをタヴリダ州とした。タヴリダの名前はギリシア語の古名タウリカから取られている。州都は当初カラスバザルに置かれ、後にシンフェロポリへ移された。
1802年、皇帝パーヴェル1世は旧クリミア・ハン国領の行政区画を改定し、新たにシンフェロポリを県都とするタヴリダ県が設置された。タヴリダ県はクリミア半島全域の25,133 km2と南ウクライナの本土部分38,405 km2を管轄した。
19世紀には多数のロシア人とウクライナ人、そして少数のドイツ人（クリミア・ドイツ人）が流入したが、クリミア・タタール人の人口は依然多数を占めており、このほかにユダヤ人（クリムチャク人とクリミア・カライム人を含む）、ブルガリア人、ベラルーシ人、トルコ人、アルメニア人、ギリシア人とジプシーが居住していた。
クリミア・タタール人は南部山岳地帯における多数派かつ中央部ステップ地帯のおよそ半数を占め、ロシア人はフェオドシヤ地区に集住していた。ドイツ人とブルガリア人は19世紀の前半に移住し、豊富な資金と肥沃な土地を与えられてのちに裕福な植民者として北部ペレコープと西部エフパトリヤを中心に土地を取得し始めた。

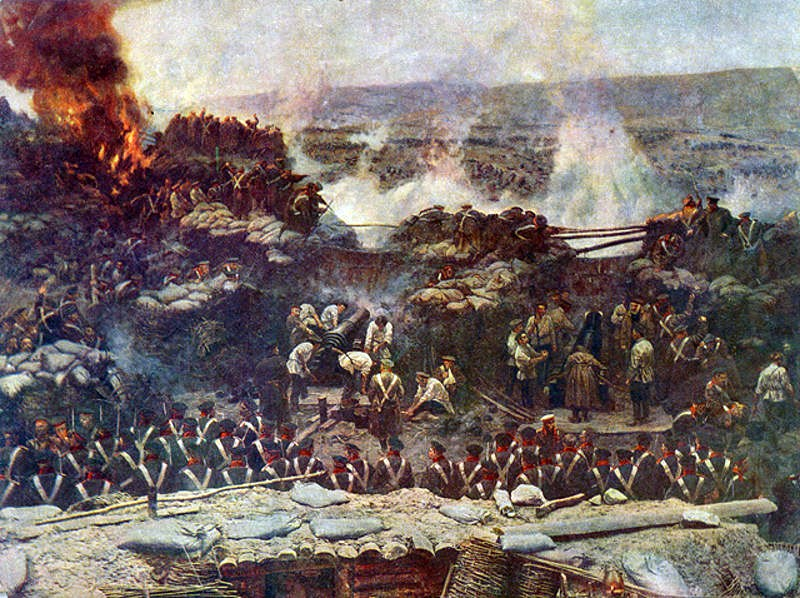
フランツ・ルボー「セヴァストポリ攻囲戦」（1904年）

#### クリミア戦争
1853-1856年、オスマン帝国の分割に伴う勢力圏をヨーロッパの列強が争った一環として、フランス、イギリス、オスマン帝国、サルデーニャ王国およびナッサウ公国の連合軍とロシア帝国が激突したクリミア戦争が起こった。この戦争では、クリミアが主戦場となった。
戦闘はオスマン帝国の属国ワラキア・モルダヴィアと黒海で始まり、1854年9月に同盟軍がクリミアに上陸し、黒海艦隊の母港セヴァストポリに進軍した。クリミアで繰り広げられた戦いの後、セヴァストポリ攻囲戦は1855年9月の陥落で決着した。
この戦争はクリミアの社会・経済に多大な影響をもたらした。クリミア・タタール人は戦火の中で生じた迫害や土地の収奪から逃れ、故郷を離れることを余儀なくされた。逃避行、飢餓と病気を生き延びた人々はドブロジャ、アナトリアなどのオスマン帝国領内に移住した。
1905年にロシア第一革命が起こると、黒海艦隊の船員とセヴァストポリ駐屯地の兵士、港の労働者らが武装蜂起する事案が発生。やがてロシア全土で政治的ストライキが広がり、クリミアでは大騒動が巻き起こされた。

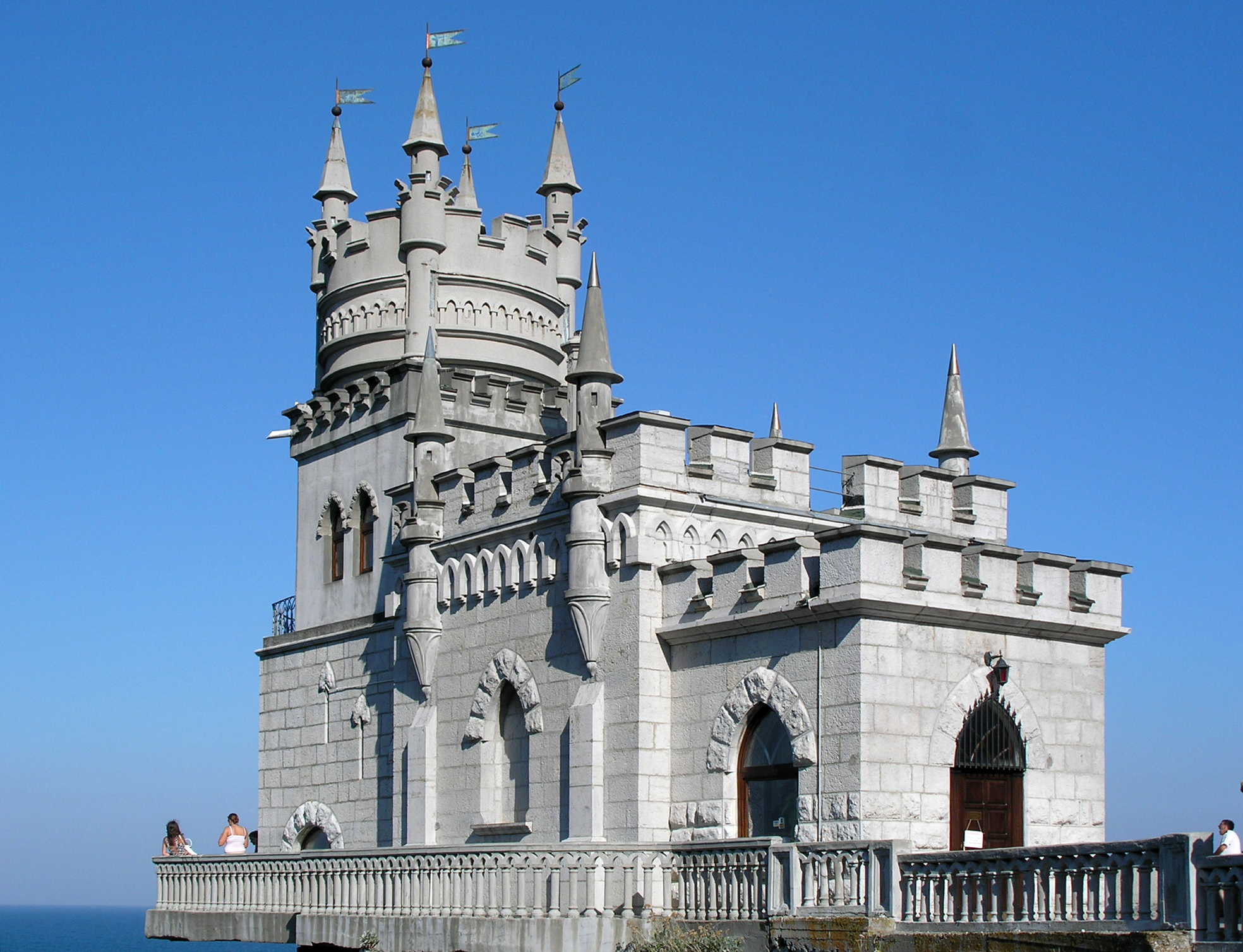
ツバメの巣 (ヤルタ)（ヤルタ）。クリミア半島のシンボルとして知られるこの城は、帝政末期の1912年にバルト・ドイツ人貴族によってネオ・ゴシック様式で建設された。

### ロシア内戦期（1917年-1921年）
第一次世界大戦の1917年に起きたロシア革命の後、ほかの旧ロシア帝国領と同様に、クリミアの軍事・政治は極めて混沌とした状況に陥った。ロシア内戦の間、クリミアでは何度も統治者が交代し、一時期は白軍（反革命側）の最後の牙城であった。この時期にクリミアを統治した諸政権は以下のように推移した。

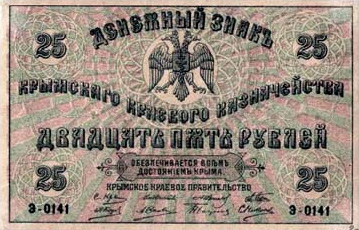
クリミア地方政府が発行した25ルーブル紙幣

- クリミア人民共和国 — 1917年12月-1918年1月 ：クリミア・タタール人が主導した政権
- タヴリダ・ソビエト社会主義共和国 — 1918年3月19日-4月30日 ：ソビエト政権
- ウクライナ人民共和国による占領 — 1918年5月-6月 ：ドイツ帝国の支援を受けて統治した
- クリミア地方政府（第一次） — 1918年6月25日-11月25日 ：ドイツに擁立されたリプカ・タタール人の将軍マツェイ・スリケヴィチ（英語版）による政権
- クリミア地方政府（第二次） — 1918年11月–1919年4月 ：ドイツ撤退後にカライム人の元立憲民主党員ソロモン・クリム（英語版）が首班となった反ボリシェビキ政府
- クリミア・ソビエト社会主義共和国 — 1919年4月–1919年6月 ：ロシア・ソビエト連邦社会主義共和国の一部を構成するソビエト政権
- 南ロシア政府（英語版） — 1920年2月–4月 ：白軍のデニーキン将軍の政府
- 南部ロシア政府 — 1920年4月（正式には1920年8月16日)–11月16日 ：白軍のヴラーンゲリ将軍の政府

ヴラーンゲリ将軍が率いる白軍にとって、ネストル・マフノのパルチザンとミハイル・フルンゼが率いる赤軍に対する最終防衛地となったのがクリミアであった。白軍の抵抗は1920年のペレコープ＝チョーンガル作戦により撃滅され、多くの反革命派兵士が船でイスタンブールへと脱出した。

### ソビエト連邦期（1922年-1991年）

#### 戦間期
1921年10月18日、ロシア・ソビエト連邦社会主義共和国の構成国としてクリミア自治ソビエト社会主義共和国が発足し、クリミアは新生ソビエト連邦の一部となった。しかしながら、自治共和国は、当時クリミアの人口のおよそ25%:184にまで減少していたクリミア・タタール人たちを、1930年代以降のヨシフ・スターリンによる強権政支配から保護するための体制としては機能しなかった。より数の少ないギリシア人も同様に犠牲となった。彼らの耕地は農業の集団化（コルホーズ）の過程で取り上げられ、金銭的補償は与えられなかった。特に自治共和国の主体民族ではなかったギリシア人は資本主義国家であるギリシアと関係が深い「反革命的」民族と疑われ、ギリシア語学校は閉鎖されて独自文化が抑圧された。
この時期、クリミアは1921年、1932年（ホロドモール）と2度の深刻な飢饉に見舞われた。1930年代には、ソビエトの地域開発計画に基づき、スラブ系人口の大幅な増加がみられ、住民構成の変化は地域の民族間バランスを根本的に変容させた。

#### 第二次世界大戦
第二次世界大戦において、クリミアは独ソ戦の激戦地の一つとなった。東ヨーロッパのスラブ人を駆逐し、ドイツ人を植民するという東部総合計画に基づき、ナチス・ドイツは東方生存圏の一部としてクリミア半島を征服、植民しようとしていた。1941年夏、クリミア占領を命じられたドイツ第11軍はクリミア半島をソ連本土と結ぶペレコープ地峡に迫り、多大な犠牲を出した。地峡を突破したドイツ軍は半島のほぼ全域を制圧し（トラッペンヤクト作戦）、セヴァストポリを残すのみとなった。赤軍は戦死または捕虜となった17万人の兵員を失い、3個軍団（第44、47、51軍）、21個師団が壊滅した。

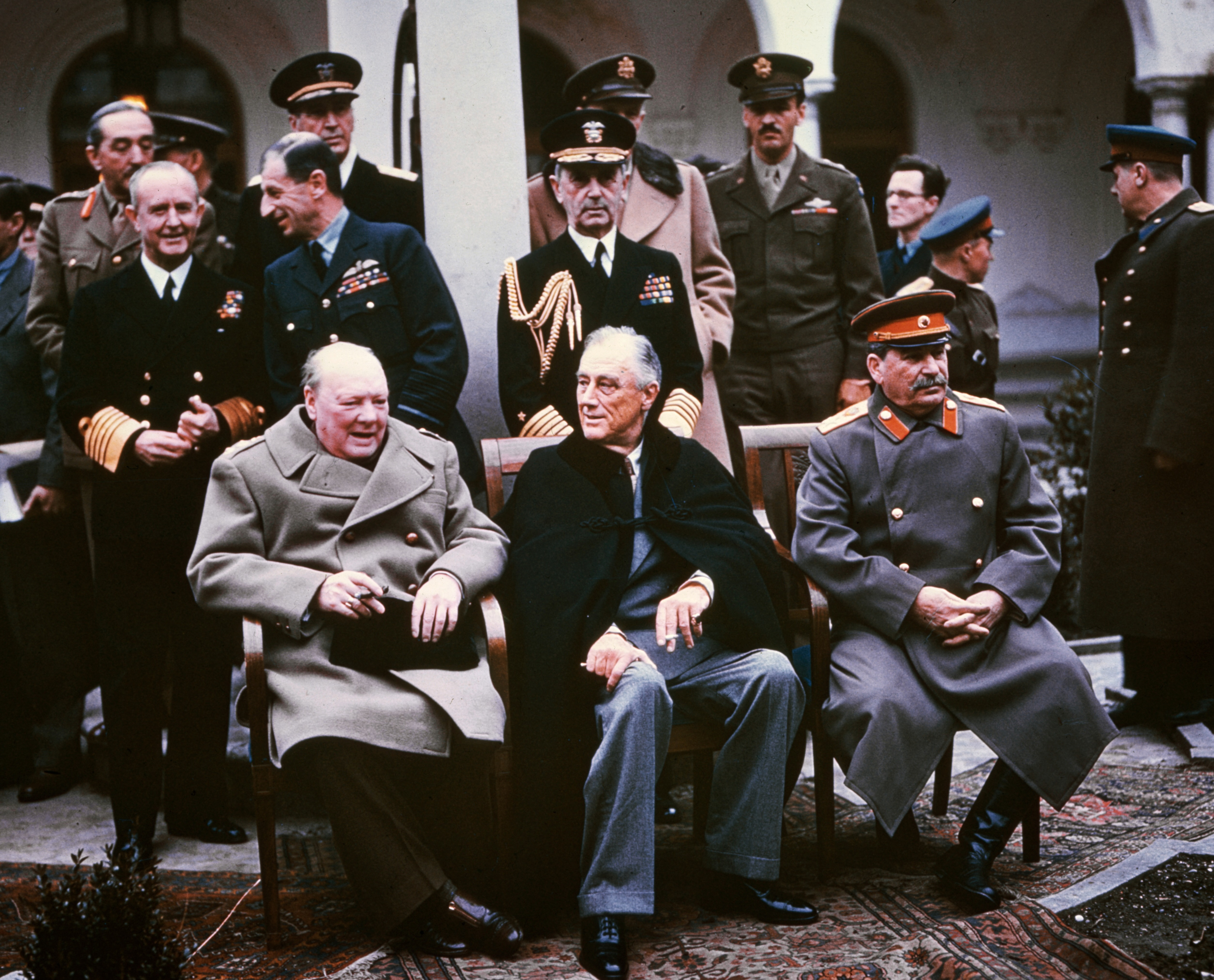
クリミアで行われたヤルタ会談。左から、ウィンストン・チャーチル、フランクリン・ルーズベルト、ヨシフ・スターリン。

セヴァストポリ包囲戦は1941年10月に始まり、1942年7月3日に陥落した。この激戦により、セヴァストポリは戦後に英雄都市の称号を贈られる。クリミア全域を支配したドイツは1942年9月1日にクリミア行政地区を設置、地区行政委員にアルフレート・エドゥアルト・フラウエンフェルトを任命してウクライナの国家弁務官の下においた。クリミアにはアインザッツグルッペンが派兵され、多くのユダヤ人を虐殺した。特にクリムチャク人は人口の75%が殺された。
ナチス・ドイツの強力な戦略とルーマニア軍、イタリア軍による支援にもかかわらず、クリミアの山間部には地元レジスタンス（パルチザン）が篭る要害が、半島が解放されるまで未占領のまま抵抗を続けた。1944年、赤軍はペレコープ地峡を封鎖、クリミア攻略を開始し、クリミアのドイツ軍は敗北してセヴァストポリまでソ連に奪還された。かつて「ロシアの栄光」と呼ばれ美観を誇ったセヴァストポリは完全に破壊され、基礎から再建されなければならなかった。
独ソ戦末期の1945年2月には、第二次世界大戦の戦後処理を決定したヤルタ会談がクリミア半島のヤルタで開催された。

#### クリミア・タタール人の追放
クリミア解放直後の1944年5月18日、スターリンのソ連政府はクリミア・タタール人の全員を中央アジアへと強制移住した。追放は、ナチス・ドイツの占領軍に協力した者がいたことを理由に民族ぐるみの制裁として行われ:483、移住の過程でタタール人のおよそ半数に当たる10万人が飢えと病気で命を落としたといわれる:185。さらに同年6月26日にはアルメニア人、ブルガリア人とギリシア人も同様に中央アジアへ追放された。独ソ戦初期にすでに追放されていたクリミア・ドイツ人も含めて、1944年の夏までにクリミアにおける民族浄化が完遂された。スターリン死後も彼らの帰還は認められず、1967年に民族の権利が回復され少数の家族がクリミアに戻ることを許されたものの、本格的な帰還はソ連末期まで法的に禁止されていた:189。1945年6月30日、クリミア自治ソビエト社会主義共和国は廃止され、クリミア州が代わりに設置された。

#### 第二次世界大戦後
1954年2月19日、ソビエト連邦最高会議幹部会はクリミア州をロシアからウクライナ・ソビエト社会主義共和国に移管する決定を下した（この決定を指導したのはウクライナ出身のニキータ・フルシチョフである）。この決定は「クリミア地域とウクライナが経済の共通性、近接性および密接な経済・文化的関係」を有することが理由とされた。
戦後のクリミアは、新たに旅行者向けのアトラクションや保養所が開発され、観光地として栄えた。旅行者はソ連の全域と周辺諸国、一部は東ドイツからも訪れた。またこの時代には、クリミア半島はギリシャやトルコからのクルージングの主要な目的地にもなった。インフラと工場も開発され、ケルチやセヴァストポリの港の周囲や内陸の州都シンフェロポリが特に発展した。ロシア人とウクライナ人からなる人口は倍増し、1989年には160万人のロシア人と62万6000人のウクライナ人が半島に居住していた。

### ソ連崩壊とウクライナの独立（1991年）
ペレストロイカの開始後、長らく中央アジアで続いてきたクリミア・タタール人の帰還運動が問題となった。ソ連中央政府はこの問題を検討するために発足させた委員会において、タタール人のための自治共和国を再興する要求を1988年に却下したが:198、1991年1月20日にクリミア州住民による住民投票が実施され、2月12日にウクライナ議会によってクリミア自治ソビエト社会主義共和国が再建された。
1991年8月19日、ソ連8月クーデターが発生し、クリミア半島のフォロスの別荘で休暇中だったミハイル・ゴルバチョフ大統領が軟禁された。クーデターとその失敗によりソ連の崩壊が早まり、8月24日にウクライナ議会は独立宣言を採択した。12月1日、ウクライナの完全独立の是非を問う住民投票が行われ、ロシア系住民が過半数を占めるクリミアでも有効投票の過半数となる54%が賛成票を投じた:251。12月25日にゴルバチョフは大統領を辞任し、クリミアは完全独立したウクライナの一部となった。

### クリミア自治共和国（1992年-）
独立したウクライナはクリミアに自治共和国を復活させ、クリミア・タタール人の帰還が許可され、クリミアの全人口の約1割を占めるまでになった。帝政期以来の多数派であるロシア人の中にはクリミアがウクライナ領になったことに不満を持ち、ロシア連邦へ帰属することを求める者たちも出始めた。
1992年5月5日、クリミア議会はウクライナからの独立を決議し、クリミア共和国を宣言した。ウクライナ議会は5月15日に独立無効を決議したが、黒海艦隊の基地として戦略的に重要なクリミアへの関心を持つロシアは独立の動きを支持し、5月21日にクリミアのウクライナ移管を定めた1954年の決定は違法とする議会決議を行った。しかし、ロシアで独立を宣言していたチェチェン共和国に対し、1994年にロシアが武力鎮圧を開始すると、一方で自国からのチェチェンの独立を禁圧しながらウクライナからのクリミアの独立を支持するのは自己矛盾であるとの国際的批判が高まり、ロシアはクリミア独立運動への支援を取りやめた:415。
その結果、クリミア内での独立運動も後ろ盾を失って急速に沈静化し、またウクライナ側でもロシアに敵対的な民族主義政党の活動が和らいだため、クリミア議会もウクライナ共和国内の自治共和国であることを認めるようになった。クリミアの自治権は1996年に制定されたウクライナの現行憲法で再確認され、クリミア自治共和国の設置が規定されたが、同時にクリミア半島は「ウクライナの不可分な構成部分」とされ、自治共和国の離脱権は否定された。1998年にウクライナ憲法の枠内でクリミア自治共和国憲法が制定された。

### ロシアによるクリミア併合宣言（2014年）
2014年、キエフにおける騒乱、ロシアのクリミア侵攻を経て、クリミアの帰属問題が再燃した。
ロシアと親ロシア派が半島を掌握する中、3月11日、クリミア自治共和国最高会議（議会）とセヴァストポリ特別市評議会（市議会）は、クリミアおよびセヴァストポリ独立宣言を採択し、ウクライナからの一方的な独立を求めた。16日にロシアと親ロシア派の監視下のもと実施された住民投票ではロシア編入が多数派となり、翌17日にクリミア自治共和国がセヴァストポリを特別な地位を有する都市として包括したクリミア共和国として独立し、ロシアへの編入を求める決議を議会が行った。翌3月18日、ロシア連邦大統領ウラジーミル・プーチンは演説でクリミア併合を宣言、直後にクリミア・セヴァストポリの代表との編入条約に署名した。
ウクライナは、クリミア自治共和国とセヴァストポリ特別市はロシアの被占領下にあるという立場を取る。また、アメリカ合衆国、欧州連合、日本国政府をはじめ、国際社会の多数が、住民投票がウクライナの国内法に違反し非合法なものであるとし、ロシアとその友好国を除き、クリミアの編入は国際社会の承認を得ていない。

### ロシア実効支配下のクリミア
ロシア連邦政府は実効支配下に置いたクリミアで軍事施設を再開・増設するとともに、クリミア・タタール人らを弾圧した。
ロシア連邦政府はクリミアの東側にあるケルチ海峡にクリミア大橋をかけてロシアとの人・物資の往来をしやすくした。だがウクライナ本土と絶たれたクリミアでの民生には支障が出ており、北クリミア運河を経由してウクライナ本土から供給されていた水が不足して、地下水の過剰汲み上げによる塩害が発生している。また軍用道路や住宅の建設のため、かつての自然保護区域が開発対象になっている。

### ウクライナ侵攻とクリミア
2022年ロシアによるウクライナ侵攻で、ロシア連邦軍がクリミアからウクライナ本土南部に攻撃・進軍している。その過程で、ウクライナ東部のロシア側支配地域とクリミアをつなぐ、アゾフ海北岸の回廊を確保したと主張している。